# Rudolf Augstein

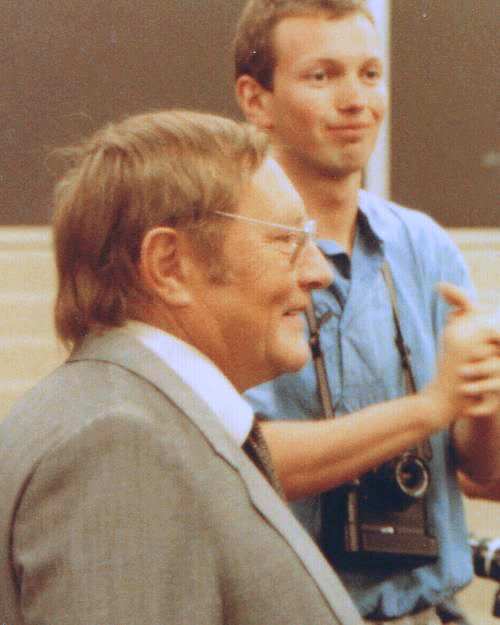
Rudolf Augstein (1985)

Rudolf Karl Augstein - cu pseudonimele Moritz Pfeil și Jens Daniel - (n. 5 noiembrie 1923, Hanovra; d. 7 noiembrie 2002, Hamburg) a fost un jurnalist, editor și publicist german care a înființat revista săptămânală Der Spiegel.